# فابيو ترويانو
فابيو ترويانو (بالإيطالية: Fabio Troiano)‏ ممثل وكاتب إيطالي، تخرج عام 2000 من كلية الفنون المسرحية وعمل في مسرح ستابيلي دي تورينو، من ابرزها مسرحية رينالدو في الميدان، وقام ببطولة أفلام سينمائية منها فيلم قبل يوم الاثنين وفيلم وداعا سيد زيوس ، كما قدم العديد من البرمج التلفزيونية، وشارك في حلقتين من المسلسل الكوميدي الشعبي المقهى 

## روابط خارجية
- فابيو ترويانو على موقع IMDb (الإنجليزية)
- فابيو ترويانو على موقع ألو سيني (الفرنسية)
- فابيو ترويانو على موقع أول موفي (الإنجليزية)
- فابيو ترويانو على موقع قاعدة بيانات الفيلم (الإنجليزية)
- فابيو ترويانو على موقع كينوبويسك (الروسية)